# 拉维尔埃斯诺奈
拉维尔埃斯诺奈（法語：La Ville-ès-Nonais，法語發音：[la vil ɛs nɔnɛ]）是法国伊勒-维莱讷省的一个市镇，属于圣马洛区。

## 地理
拉维尔埃斯诺奈（48°32'52"N, 1°57'12"W）面积4.34 平方千米，位于法国布列塔尼大區伊勒-维莱讷省，该省份为法国西北部沿海省份，位于布列塔尼半岛东部，北濒大西洋，西接阿摩尔滨海省和莫尔比昂省，南至大西洋卢瓦尔省，西南端接曼恩-卢瓦尔省，东临马耶讷省，东北与芒什省接壤。
与拉维尔埃斯诺奈接壤的市镇（或旧市镇、城区）包括：伊勒-维莱讷新堡、圣佩尔马克昂普莱、圣叙利亚克、朗斯河畔普勒迪安。

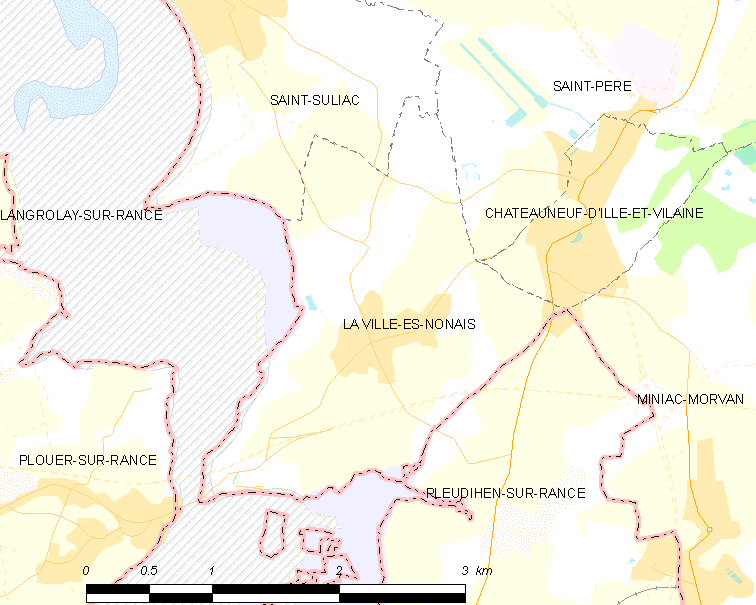
拉维尔埃斯诺奈的OSM定位图

拉维尔埃斯诺奈的时区为UTC+01:00、UTC+02:00（夏令时）。

## 行政
拉维尔埃斯诺奈的邮政编码为35430，INSEE市镇编码为35358。

## 政治
拉维尔埃斯诺奈所属的省级选区为布列塔尼地区多勒县。

## 人口

1962-2008年间拉维尔埃斯诺奈人口变化图示

拉维尔埃斯诺奈于2022年1月1日时的人口数量为1226人。